# Pasta tèrmica

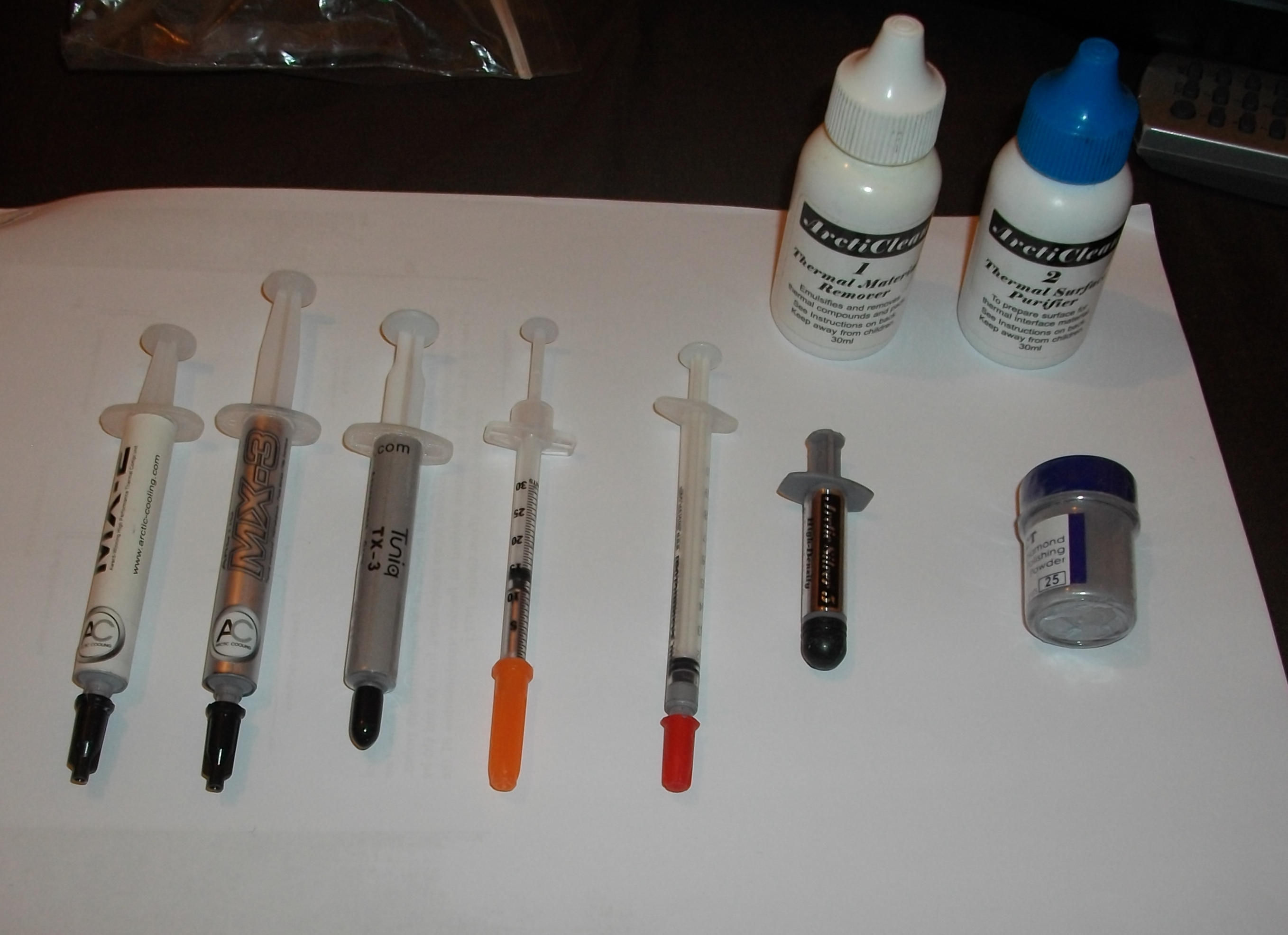
Diversos envasos de pasta tèrmica de diferents marques. D'esquerra a dreta: Arctic Cooling MX-2 i MX-3, Tuniq TX-3, Cool Laboratory Liquid Metal Pro, Shin-Etsu MicroSi G751, Arctic Silver 5, Powdered Diamond. Al fons: removedor de pasta tèrmica Arctic Silver.

La pasta tèrmica (també anomenada compost tèrmic, greix tèrmic, material d'interfície tèrmica (TIM), gel tèrmic, pasta tèrmica, compost de dissipador de calor, pasta de dissipador de calor o greix de CPU) és un compost químic tèrmicament conductor (però generalment aïllant elèctricament), que és s'utilitza habitualment com a interfície entre dissipadors de calor i fonts de calor, com ara dispositius semiconductors d'alta potència. El paper principal de la pasta tèrmica és eliminar els buits o espais d'aire (que actuen com a aïllament tèrmic) de la zona d'interfície per tal de maximitzar la transferència i la dissipació de calor. La pasta tèrmica és un exemple de material d'interfície tèrmica.

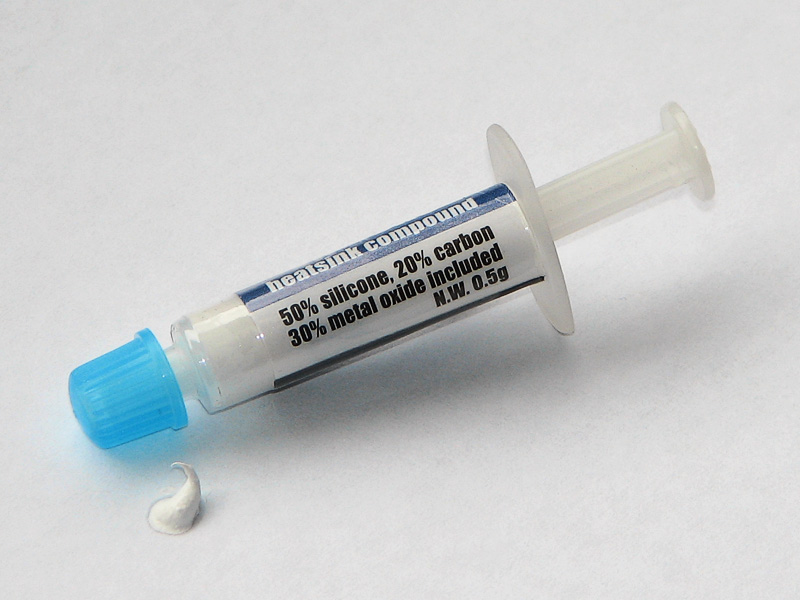
Compost tèrmic de silicona

A diferència de l'adhesiu tèrmic, la pasta tèrmica no afegeix força mecànica a l'enllaç entre la font de calor i el dissipador de calor. S'ha d'acoblar amb un fixador com ara cargols per subjectar el dissipador de calor al seu lloc i per aplicar pressió, estenent i diluint la pasta tèrmica.

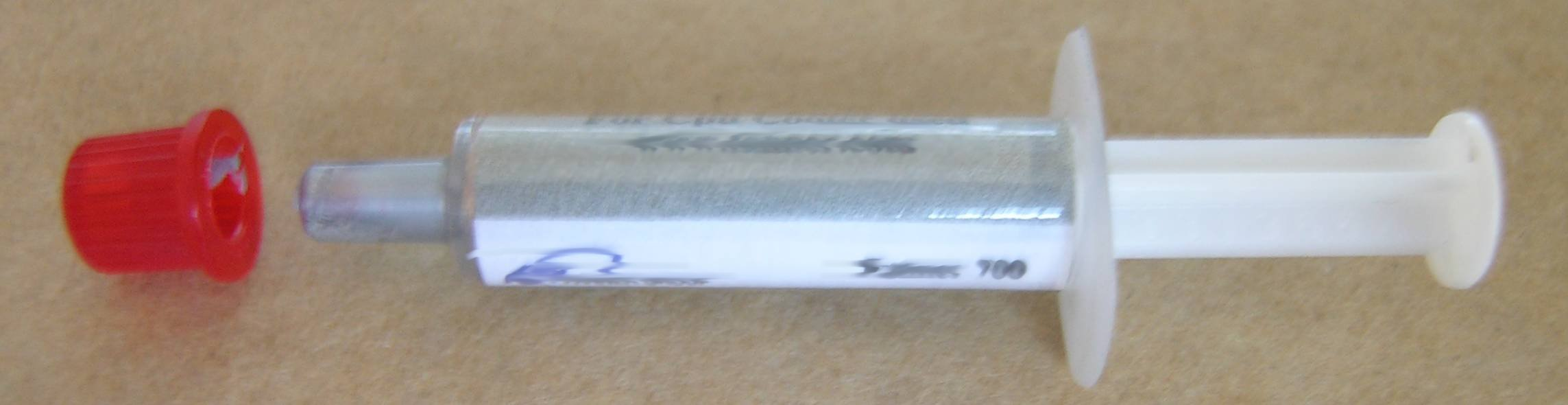
Compost tèrmic metàl·lic (plata).

## Composició
La pasta tèrmica consisteix en una matriu líquida polimeritzable i fraccions de gran volum de farciment elèctricament aïllant, però conductor tèrmic. Els materials de matriu típics són epoxis, silicones (greix de silicona), uretans i acrilats; També hi ha disponibles sistemes basats en dissolvents, adhesius termofusibles i cintes adhesives sensibles a la pressió. L'òxid d'alumini, el nitrur de bor, l'òxid de zinc i cada cop més nitrur d'alumini s'utilitzen com a farcits per a aquest tipus d'adhesius. La càrrega de farciment pot arribar al 70-80% en massa i augmenta la conductivitat tèrmica de la matriu base de 0,17 a 0,3 W/(m·K) (watts per metre-kelvin) fins a uns 4 W/(m·K), segons un article de 2008.
Els compostos tèrmics de plata poden tenir una conductivitat de 3 a 8 W/(m·K) o més i consisteixen en partícules de plata micronitzades suspeses en un medi de silicona/ceràmica. Tanmateix, la pasta tèrmica basada en metalls pot ser elèctricament conductora i capacitiva; si una part flueix als circuits, pot provocar un mal funcionament i danys.
Les pastes més efectives (i més cares) consisteixen gairebé completament en metall líquid, normalment una variació de l'aliatge galinstan, i tenen conductivitats tèrmiques superiors a 13 W/(m·K). Són difícils d'aplicar de manera uniforme i tenen el major risc de provocar un mal funcionament per vessament. Aquestes pastes contenen gal·li, que és altament corrosiu per a l'alumini i no es pot utilitzar en dissipadors de calor d'alumini.

## Usos
La pasta tèrmica s'utilitza per millorar l'acoblament tèrmic entre diferents components. Una aplicació habitual és drenar la calor residual generada per la resistència elèctrica en dispositius semiconductors com els transistors de potència, les CPU, les GPU i els COB LED. La refrigeració d'aquests dispositius és essencial perquè l'excés de calor degrada ràpidament el seu rendiment i pot provocar una fallada catastròfica del dispositiu a causa de la propietat del coeficient de temperatura negatiu dels semiconductors.

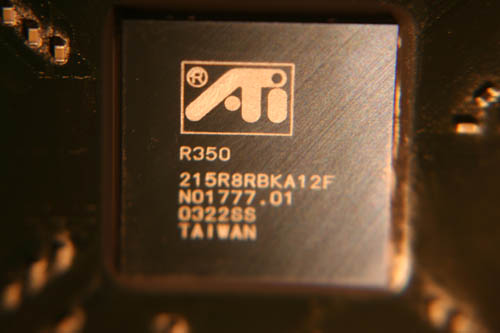
La pasta tèrmica està dissenyada per omplir les imperfeccions superficials de la superfície d'un xip.

Els ordinadors portàtils i els ordinadors portàtils de fàbrica (tot i que poques vegades les tauletes o els telèfons intel·ligents) solen incorporar pasta tèrmica entre la part superior de la carcassa de la CPU i un dissipador de calor per a la refrigeració. De vegades també s'utilitza pasta tèrmica entre la matriu de la CPU i el seu dispersor de calor integrat, encara que de vegades s'utilitza soldadura.
Quan un difusor de calor de la CPU s'acobla a la matriu mitjançant pasta tèrmica, els entusiastes del rendiment com els overclockers són capaços, en un procés conegut com a "deliding", treure el difusor de calor, o la "tapa" de la CPU de la matriu. Això els permet substituir la pasta tèrmica, que sol ser de baixa qualitat, per una pasta tèrmica de major conductivitat tèrmica. Generalment, en aquests casos s'utilitzen pastes tèrmiques de metall líquid.

## Desafiaments
La consistència de la pasta tèrmica la fa susceptible a mecanismes de fallada diferents d'alguns altres materials d'interfície tèrmica. Un de comú és el pump-out, que és la pèrdua de pasta tèrmica entre la matriu i el dissipador de calor a causa de les seves diferents taxes d'expansió i contracció tèrmiques. Durant un gran nombre de cicles d'alimentació, la pasta tèrmica es bombeja entre la matriu i el dissipador de calor i, finalment, provoca la degradació del rendiment tèrmic.
Un altre problema amb alguns compostos és la separació dels components del polímer i de la matriu de farciment que es produeix a altes temperatures. La pèrdua de material polimèric pot donar lloc a una mala humectabilitat, donant lloc a una major resistència tèrmica.